# Polyandrocarpa simulans
Polyandrocarpa simulans är en sjöpungsart som beskrevs av Kott 1972. Polyandrocarpa simulans ingår i släktet Polyandrocarpa och familjen Styelidae. Inga underarter finns listade i Catalogue of Life.